# Lo Crespí
Lo Crespí és una muntanya de 493 metres que es troba al municipi d'Alfara de Carles, a la comarca catalana del Baix Ebre.